# Ilse Schwidetzky
Ilse Schwidetzky, ab 1940 verheiratete Rösing (* 6. September 1907 in Lissa, Provinz Posen; † 18. März 1997 in Mainz), war eine deutsche Anthropologin, Rassenhygienikerin und Hochschullehrerin. Sie war von 1949 bis 1975 Professorin für Anthropologie an der Universität Mainz.

## Leben
Ilse Schwidetzky war eine Tochter des zweiten Bürgermeisters von Lissa, eines Privatgelehrten und Vorsitzenden der Gesellschaft für Tier- und Ursprachenforschung, Georg Schwidetzky (1875–1952). Sie besuchte das städtische Lyzeum in Bromberg bis zur Abtretung weiter Teile der Provinz Posen an die Polnische Republik im Jahr 1920. Als ihre Familie 1920 nach Leipzig umgezogen war, setzte sie dort ihre Schullaufbahn an der Städtischen Höheren Mädchenschule fort. 1924 wechselte sie an die Städtische Studienanstalt, wo sie 1927 ihre Schullaufbahn mit dem Abitur beendete. 
Anschließend begann sie ein Studium der Physik, Mathematik und Biologie an der Universität Leipzig, welches sie im Sommersemester 1928 an der Technischen Universität Danzig fortsetzte. Sie wechselte dann an die Universität Breslau und auf die Fächer Anthropologie, Geschichte, Geographie sowie Biologie. In Breslau wurde sie Anfang Januar 1933 wissenschaftliche Hilfskraft am Ethnologischen Institut. 1934 wurde sie bei Manfred Laubert an der Universität Breslau mit dem historischen Thema „Die polnische Wahlbewegung in Oberschlesien“ zum Dr. phil. promoviert.
Seit Anfang April 1935 war sie in Breslau Assistentin des Anthropologen Egon von Eickstedt, eines der führenden Rassenanthropologen des Nationalsozialismus. Es folgte die Mitarbeit an der anthropologischen Landesaufnahme Schlesiens. 1937 habilitierte sie sich mit einer Arbeit über die Rassenkunde der Altslawen für Anthropologie. Sie vertrat von Eickstedt während dessen zweiter Indien-Expedition. Ab 1939 wirkte sie an der Universität Breslau als Dozentin und führte Vorlesungen beim sogenannten Oststudium durch. Sie war Mitherausgeberin der von Eickstedt gegründeten Zeitschrift für Rassenkunde und die gesamte Forschung am Menschen sowie Rasse, Volk und Erbgut in Schlesien.
1940 heiratete Ilse Schwidetzky den Kaufmann Bernhard Rösing. Der Ehe entstammen drei Kinder, darunter die Ethnologin Ina Rösing (1942–2018; früher Spiegel-Rösing) und der Anthropologe Friedrich W. Rösing (* 1944). Ihr Mann kam 1944 beim Einsatz nach einem schweren Bombenangriff auf Nürnberg ums Leben.
Nach der Flucht aus Breslau und einer Zwischenetappe in Leipzig siedelte Schwidetzky nach Mainz über und wurde Dozentin bei Eickstedt, der seit 1946 das neu gegründete Anthropologische Institut leitete. Sie erhielt 1947 in Mainz eine außerordentliche Professur. Auf Betreiben des amtierenden Vorsitzenden Leopold von Wiese, der dabei als persönlicher Pate auftrat, wurde sie in die Deutsche Gesellschaft für Soziologie aufgenommen.
Seit 1949 arbeitete sie an der unter dem Namen Homo neu gegründeten Zeitschrift des Institutes mit, deren Hauptherausgeberin sie später für lange Jahre wurde. Nach der Emeritierung von Eickstedts 1961 wurde sie auf dessen Lehrstuhl berufen und Direktorin des Anthropologischen Institutes in Mainz. 1975 wurde sie emeritiert, war aber auch danach noch bis ins hohe Alter wissenschaftlich tätig.

## Forschung
Schwidetzkys Forschungsschwerpunkt war die Bevölkerungsbiologie lebender und historischer Bevölkerungen. Sie war an mehreren groß angelegten regionalanthropologischen Datenerhebungen führend beteiligt: in den 1930er Jahren in Schlesien und in den 1950er bis 1970er Jahren in Westfalen, Rheinland-Pfalz, auf den Kanarischen Inseln und in Sardinien. 1966 organisierte sie ein wegweisendes internationales Symposium über die Anthropologie des Neolithikums. In dessen Folge begründete sie die Mainzer Datenbank für metrische Daten prähistorischer Populationen Europas und des Nahen Ostens. Dessen Datenbestände analysierte und veröffentlichte sie zusammen mit Friedrich W. Rösing in mehreren Aufsätzen über die verschiedenen Epochen Europas vom Neolithikum bis zur Neuzeit in der Zeitschrift Homo (Organ der Deutschen Gesellschaft für Anthropologie). 
Nach dem Tod von Karl Saller übernahm sie die Herausgabe der „Rassengeschichte der Menschheit“, in der von 1965 bis 1993 14 Lieferungen erschienen, für die sie den Beitrag über Deutschland schrieb und an zahlreichen anderen Beiträgen mitwirkte. 
Wichtige Veröffentlichungen Schwidetzkys sind die „Grundzüge der Bevölkerungsbiologie“ (1950), „Das Problem des Völkertodes“ (1956), eine Studie über die Anthropologie der Westgoten (1957), ein Lehrbuch über „Das Menschenbild der Biologie“ (1959, 2. Aufl. 1970), ihre „Geschichte der Anthropologie“ in dem Anthropologie-Handbuch von Rainer Knussmann (1988) sowie ihre wissenschaftliche Systemanalyse der Anthropologie zusammen mit Ina Spiegel-Rösing (1992).
Nachdem die deutsche Anthropologie und viele führende Anthropologen, insbesondere der Berliner Schule um Eugen Fischer, durch ihre Verstrickung in den Nationalsozialismus stark belastet waren, hatte Schwidetzky zusammen mit von Eickstedt einen großen Anteil an dem Wiedererstehen der deutschen Anthropologie nach dem Kriege und ihrer Wiedereingliederung in die internationale Wissenschaft, wobei ihr ihre Sprachkenntnisse und Kontakte zu vielen ausländischen Kollegen halfen. Schwidetzky hat viele in- und ausländische Schüler. Von denen wurde Rainer Knußmann Lehrstuhlinhaber in Hamburg und Wolfram Bernhard ihr Nachfolger in Mainz.
Sie war die „zentrale Figur der deutschen Nachkriegsanthropologie. Als Autorin einflussreicher apologetischer Abhandlungen zur Wissenschaftsgeschichte der Anthropologie hatte sie maßgeblichen Anteil daran, dass die wissenschaftlich überholte und in der Tradition Eickstedts stehende Rassenklassifikation weiter gepflegt wurde“.

## Zitate
- „Unter planmäßiger Förderung des Führers und seiner Mitarbeiter tritt die Rassenwissenschaft ihren Siegeszug in die schon verfallende Welt des Liberalismus an und versetzt ihr durch ihre Durchschlagskraft den Todesstoß. Wegen ihrer weltanschaulichen Bedeutung kann man der Rassenkunde nicht nur den Wert eines beliebigen neuen Wissensgebiet zumessen, man muß sie vielmehr als eine Wissenschaft größter politischer und pädagogischer Ausdehnung betrachten.“ (1933)[10]
- „Dem Nationalsozialismus ist wiederholt der Vorwurf der Demagogie in seiner Rassenlehre, vor allem in der Judenfrage, gemacht worden. Und doch kommt man bei einer gründlichen und tiefen Beschäftigung mit dieser Frage zu einem Ergebnis, das den offiziellen Standpunkt der NSDAP vollkommen verständlich macht.“ (1933)[11]

## Ehrungen und Mitgliedschaften
Ilse Schwidetzky war Mitglied und Ehrenmitglied in zahlreichen wissenschaftlichen Gremien und Gesellschaften. So in:
- Permanent Council der International Union of Anthropological and Ethnological Sciences (1974 Vizepräsidentin)
- Akademie der Wissenschaften und der Literatur in Mainz
- Société d’Anthropologie de Paris
- Anthropologische Gesellschaft in Wien
- Société Royale Belge d’Anthropologie
- Sociedade de Geografia de Lisboa
- Sociedad Española de Antropologia Biologica
- Akademie für Bevölkerungswissenschaft Hamburg[7]
- Herder-Forschungsrat in Marburg (Historischen Kommission für Schlesien)[7][12]
- Deutsche Gesellschaft für Anthropologie und Humangenetik (1968–1970 Vorsitzende)

Schwidetzky war viele Jahre Gutachterin der Deutschen Forschungsgemeinschaft und der Alexander-von-Humboldt-Stiftung. 1990 wurde ihr von der Universität Kreta in Iraklio die Ehrendoktorwürde verliehen.

## Schriften

### Monographien
- Rassenkunde der Altslawen. Stuttgart 1938
- Rassenkunde des nordöstlichen Oberschlesien. (Kreise Kreuzburg, Rosenberg, Guttentag). Aus dem Anthropologischen Institut der Universität Breslau. Reihe: Rasse, Volk, Erbgut in Schlesien Heft 2. Priebatsch’s Buchhandlung, Breslau 1939
- Grundzüge der Völkerbiologie. Stuttgart 1950 (spanische Übersetzung 1953: Ethnobiologica)
- Das Problem des Völkertodes. Eine Studie zur historischen Bevölkerungsbiologie. Enke, Stuttgart 1954
- Das Menschenbild der Biologie Ergebnisse und Probleme der naturwissenschaftlichen Anthropologie. G. Fischer, Stuttgart 1959 (2. Auflage 1970)
- Die vorspanische Bevölkerung der Kanarischen Inseln. Beiheft zu Homo. Göttingen 1963 (span. Übersetzung 1963)
- zusammen mit Hubert Walter: Untersuchungen zur anthropologischen Gliederung Westfalens. Münster 1967
- Hauptprobleme der Anthropologie. Bevölkerungsbiologie und Evolution des Menschen. Rombach, Freiburg i.Br. 1971
- Grundlagen der Rassensystematik. BI, Mannheim 1974
- Rassen und Rassenbildung beim Menschen. Fischer, Stuttgart 1979
- zusammen mit I. Spiegel-Rösing: Maus und Schlange. Untersuchungen zur Lage der deutschen Anthropologie. Oldenbourg, München 1992

### Herausgabe von Zeitschriften und Sammelwerken
- zusammen mit G. Heberer und G. Kurth: Fischer-Lexikon Anthropologie. Fischer, Frankfurt a. M. 1959 (2. Auflage zus. mit G. Heberer und H. Walther 1970; außerdem in italienischer, portugiesischer und (stark veränderter) englischer Übersetzung)
- zusammen mit A. Remane, R. Knußmann und H. Walter: Die neue Rassenkunde. G. Fischer, Stuttgart 1962
- Rassengeschichte der Menschheit, 14 Lieferungen, Oldenbourg, München 1968–1993 (Herausgeber des 1. Bandes war Karl Saller)
- zusammen mit Brunetto Chiarelli und Olga Necrasov: Physical Anthropology of European Populations. The Hague 1980
- zusammen mit Kurt Gerhard und Wilhelm E. Mühlmann: Zeitschrift Homo (von 1956 bis 1989)

### Aufsätze
- Verschränkte Komplexion als Rassenmerkmal. In: Zeitschrift für Rassenkunde. Band 13, 1942, S. 81–94.
- Neue Merkmalskarten von Mitteleuropa. In: Zeitschrift für Rassenkunde. Band 14, 1943, S. 1–30.
- Der Städtertypus: Stand und Aufgaben der Kausalanalyse. In: Zeitschrift für Rassenkunde. Band 14, 1944, S. 190–208.
- Typensysteme als heuristische Methode. In: Homo. Band 1, 1950, S. 149–154.
- Der Mensch als Geschichtsquelle. In: Geschichtliche Landeskunde und Universalgeschichte. Festgabe für Hermann Aubin. Hamburg 1951, S. 11–23.
- Die Frage der Standorttypen in der Anthropologie. In: Zeitschrift für menschliche Vererbungs- und Konstitutionslehre. Band 30, 1952, S. 635–645.
- Rückblick auf die Regionalanthropologische Untersuchung Schlesiens. In: Jahrbuch der Schlesischen Friedrich-Wilhelms-Universität zu Breslau. Band 1, 1955, S. 112–132.
- Zur Bevölkerungsbiologie der spanischen Westgoten. In: Homo. Band 8, 1957, S. 157–165.
- Das Grazilisierungsproblem. Ein Brückenschlag zwischen Rassengeschichte und Konstitutionsforschung. In: Homo. Band 13, 1962, S. 188–195.
- zusammen mit R. Knußmann und H. Walter: Unterschiede zwischen morphologischen und serologischen Merkmalen im Tempo der geographischen Differenzierung. In: Zeitschrift für Morphologie und Anthropologie. Band 56, 1964, S. 96–105.
- zusammen mit R. Knussmann, W. Bernhard u. a.: Vergleichend-statistische Untersuchungen zur Anthropologie des Neolithikums. In: Homo. Band 18, 1967, S. 133–230.
- Grazilisation und Degrazilisation. Merkmalsstatistische Untersuchungen zur Anthropologie des Neolithikums. In: Homo. Band 20, 1969, S. 160–174.
- Vergleichend-statistische Untersuchungen zur Anthropologie der Eisenzeit (letztes Jahrtausend v. d. Z.) In: Homo. Band 23, 1972, S. 245–272.
- Rassenevolution beim Menschen. In: Gerhard Heberer (Hrsg.): Die Evolution der Organismen. Band 3, Stuttgart 1974, S. 518–571.
- zusammen mit R. Knussmann, V. Chopra u. a.: Anthropologische Untersuchungen in Rheinland-Pfalz. In: Homo. Band 26, 1975, S. 2–60.
- zusammen mit Friedrich W. Rösing: Vergleichend-statistische Untersuchungen zur Anthropologie der Römerzeit (0–500 u. Z.). In: Homo. Band 26, 1975, S. 193–218.
- zusammen mit Friedrich W. Rösing: Vergleichend-statistische Untersuchungen zur Anthropologie des frühen Mittelalters (500–1000 n.d.Z.) In: Homo. Band 28, 1977, S. 65–115.
- zusammen mit D. Ferenbach und M. Stloukal: Empfehlungen für die Alters- und Geschlechtsdiagnose am Skelett. In: Homo. Band 30, 1979, S. 1–31.
- Rassengeschichte von Deutschland. In: Rassengeschichte der Menschheit. Lieferung 7, 1979, S. 45–101.
- zusammen mit Friedrich W. Rösing: Vergleichend-statistische Untersuchungen zur Anthropologie des Hochmittelalters (1000–1500 n.d.Z.) In: Homo. Band 32, 1981, S. 211–251.
- Rassengeschichte und Rassenevolution. In: Herbert Wendt, Norbert Loacker (Hrsg.): Kindlers Enzyklopädie Der Mensch. Zürich 1982, S. 339–380.
- Paläo-Populationsgenetik: Eine Einführung. In: Homo. Band 33, 1982, S. 65–69.
- zusammen mit Friedrich W. Rösing: Vergleichend-statistische Untersuchungen zur Anthropologie der Neuzeit (nach 1500). In: Homo. Band 35, 1984, S. 1–49.
- Geschichte der Anthropologie. In: Rainer Knußmann (Hrsg.): Anthropologie. Handbuch der vergleichenden Biologie des Menschen. Band 1/I, Stuttgart 1988, S. 47–126.
- zusammen mit Friedrich W. Rösing: Vergleichend-statistische Untersuchungen zur Anthropologie von Neolithikum und Bronzezeit. In: Homo. Band 40, 1990, S. 4–45.
- Ethnogenetisch-anthropologische Probleme in Neolithikum und Bronzezeit. In: Homo. Band 40, 1989, S. 105–109.
- Descriptive characters of the face in population comparisons. In: Homo. Band 42, 1991, S. 265–286.
- History of Biological Anthropology in Germany. International Association of Human Biologists. In: Occasional Papers. Band 3, Nr. 4, (Newcastle upon Tyne) 1992.